# Two Sides: The Very Best of Mike Oldfield
Two Sides: The Very Best of Mike Oldfield je výběrové album britského multiinstrumentalisty Mikea Oldfielda. Vydáno bylo v červenci 2012 a v britském žebříčku prodejnosti hudebních alb se umístilo nejlépe na šestém místě. Album vyšlo několik dní poté, co Oldfield vystoupil na koncertě u příležitosti zahájení Letních olympijských her 2012 v Londýně.

## Seznam skladeb
Všechny skladby napsal(i) Mike Oldfield, pokud není uvedeno jinak. 
| Disk 1 | Disk 1                                       | Disk 1 | Disk 1                            | Disk 1 |
| Pořadí | Název                                        | Autor  | Původní album                     | Délka  |
| ------ | -------------------------------------------- | ------ | --------------------------------- | ------ |
| 1.     | Tubular Bells (Part One) (Two Sides Excerpt) |        | Tubular Bells (1973)              | 14:06  |
| 2.     | Ommadawn (Part One) (Two Sides Excerpt)      |        | Ommadawn (1975)                   | 6:50   |
| 3.     | Crises (Two Sides Excerpt)                   |        | Crises (1983)                     | 10:40  |
| 4.     | The Lake (Two Sides Excerpt)                 |        | Discovery (1984)                  | 5:31   |
| 5.     | Amarok (Part One) (Two Sides Excerpt)        |        | Amarok (1990)                     | 5:04   |
| 6.     | Amarok (Part Two) (Two Sides Excerpt)        |        | Amarok (1990)                     | 15:21  |
| 7.     | Sentinel                                     |        | Tubular Bells II (1992)           | 8:07   |
| 8.     | Supernova                                    |        | The Songs of Distant Earth (1994) | 3:24   |
| 9.     | Ascension                                    |        | The Songs of Distant Earth (1994) | 5:50   |
| 10.    | The Tempest                                  |        | Music of the Spheres (2007)       | 5:48   |

| Disk 2         | Disk 2               | Disk 2                                    | Disk 2                      | Disk 2 |
| Pořadí         | Název                | Autor                                     | Původní album               | Délka  |
| -------------- | -------------------- | ----------------------------------------- | --------------------------- | ------ |
| 1.             | Guilty               |                                           | singl (1979)                | 4:14   |
| 2.             | Family Man           | Oldfield, Reilly, Fenn, Frye, Pert, Cross | Five Miles Out (1982)       | 3:47   |
| 3.             | Five Miles Out       |                                           | Five Miles Out (1982)       | 4:17   |
| 4.             | Moonlight Shadow     |                                           | Crises (1983)               | 3:38   |
| 5.             | Shadow on the Wall   |                                           | Crises (1983)               | 3:09   |
| 6.             | To France            |                                           | Discovery (1984)            | 4:37   |
| 7.             | Étude                | Tárrega, aranžmá Oldfield                 | The Killing Fields (1984)   | 4:39   |
| 8.             | Magic Touch          |                                           | Islands (1987)              | 4:15   |
| 9.             | Islands              |                                           | Islands (1987)              | 4:20   |
| 10.            | Heaven's Open        |                                           | Heaven's Open (1991)        | 4:28   |
| 11.            | Tattoo               |                                           | Tubular Bells II (1992)     | 3:47   |
| 12.            | The Song of the Sun  | Romero                                    | Voyager (1996)              | 4:35   |
| 13.            | Summit Day           |                                           | Guitars (1999)              | 3:47   |
| 14.            | Lake Constance       |                                           | The Millennium Bell (1999)  | 5:17   |
| 15.            | Broad Sunlit Uplands |                                           | The Millennium Bell (1999)  | 4:03   |
| 16.            | The Doge's Palace    |                                           | The Millennium Bell (1999)  | 3:07   |
| 17.            | Amber Light          |                                           | The Millennium Bell (1999)  | 3:42   |
| 18.            | Angelique            |                                           | Light + Shade (2005)        | 4:40   |
| 19.            | On My Heart          |                                           | Music of the Spheres (2008) | 2:27   |
| Celková délka: | Celková délka:       | Celková délka:                            | Celková délka:              | 157:05 |